# Бранко Јанковић (музичар)
Бранко Јанковић - Јанкула (23. септембар 1950 — Београд, 26. новембар 1982) био је југословенски и српски музичар. 
Јанковић је био члан Рокера с Мораву у периоду од оснивања групе 1977. године па све до његове смрти од последица саобраћајне незгоде, крајем новембра 1982. године у Београду.
Ово је сматра се најквалитетнији период групе, којем је доприносио и сам Јанкула, својим изузетним дубоким бас-вокалом.
Рокери с Мораву никада нису успели да надокнаде његов одлазак.